# James Banning
Pour les articles homonymes, voir Banning.
James Herman Banning est un aviateur américain né le 5 novembre 1900 à Canton dans le Territoire de l'Oklahoma et mort le 5 janvier 1933 à San Diego en Californie. Il est le premier Afro-Américain à obtenir une licence de pilote délivrée par le département du Commerce des États-Unis. Avec Thomas C. Allen, il est également le premier Afro-Américain à effectuer un vol transcontinental, reliant Los Angeles à New York du 18 septembre au 9 octobre 1932.

## Biographie
Il se tue lors d'un meeting aérien le 5 janvier 1933 à San Diego alors qu'il occupe une place de passager.